# Хірургічна система да Вінчі
Хірургічна система "da Vinci" — це роботизована хірургічна система, яка використовує мінімально інвазивний хірургічний підхід. Виробником системи є компанія "Intuitive Surgical" (США) . Система використовується для простатектомії, все частіше для відновлення серцевих клапанів і для ниркових  і гінекологічних хірургічних процедур.  
У 2012 році його використовували приблизно в 200 000 операцій, найчастіше для гістеректомії та видалення простати .  Систему називають «da Vinci» частково тому, що дослідження анатомії людини Леонардо да Вінчі зрештою призвели до створення першого відомого робота в історії. 

## Практичне застосування
Робот використовується для проведення таких процедур:
- Радикальна простатектомія, пієлопластика, цистектомія, нефректомія та реімплантація сечоводу ;
- Гістеректомія, міомектомія та сакрокольпопексія ;
- Хіатальна та пахова грижа;
- операції на ШКТ, включаючи резекцію та холецистектомію;
- Трансоральна роботизована хірургія (TORS) при раку голови та шиї ;
- Трансплантація легенів, система да Вінчі була використана в першій у світі повністю роботизованій хірургії такого типу завдяки новаторській техніці. [6]

## Технічні особливості

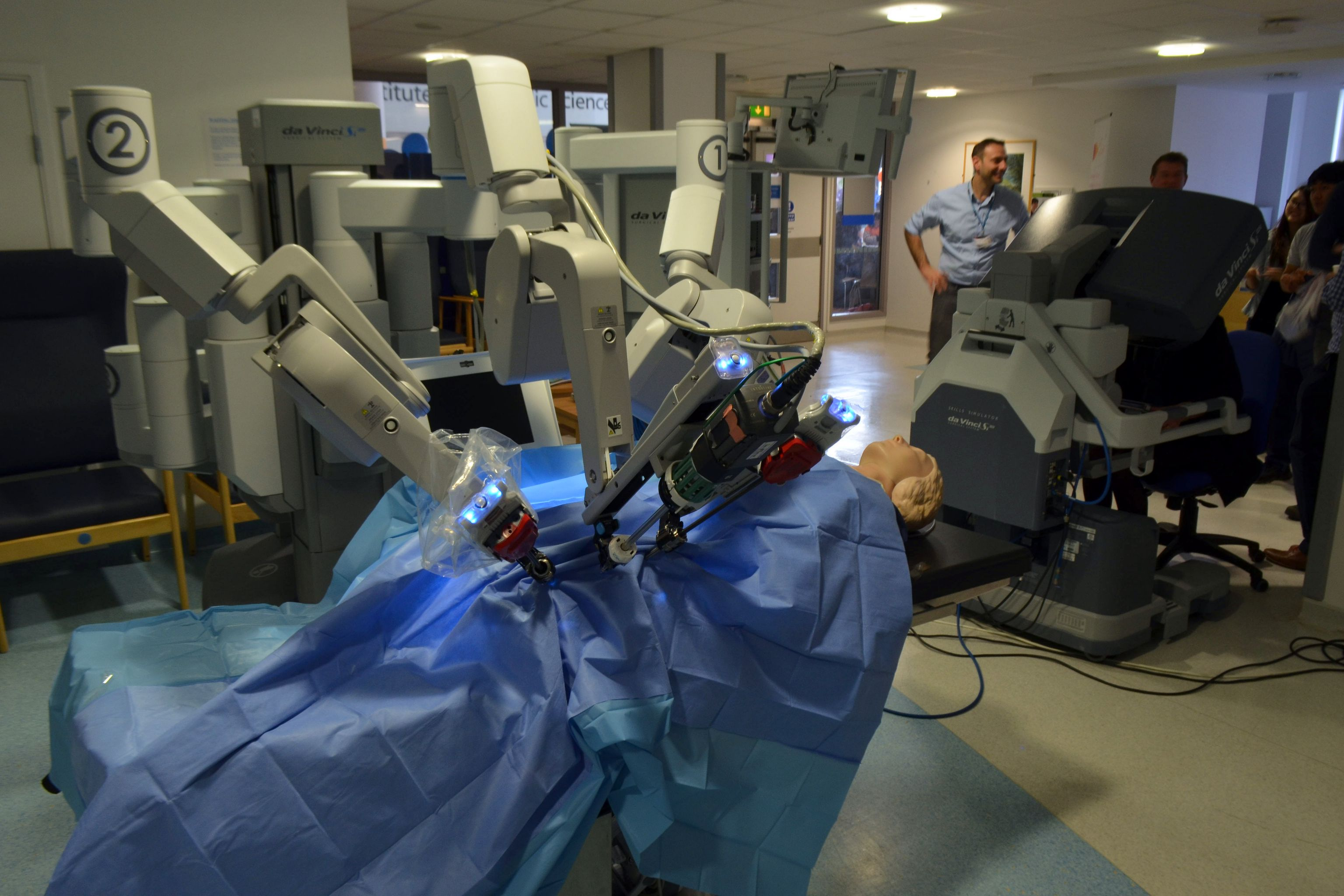
Компонент da Vinci на стороні пацієнта (ліворуч) і консоль хірурга (праворуч)

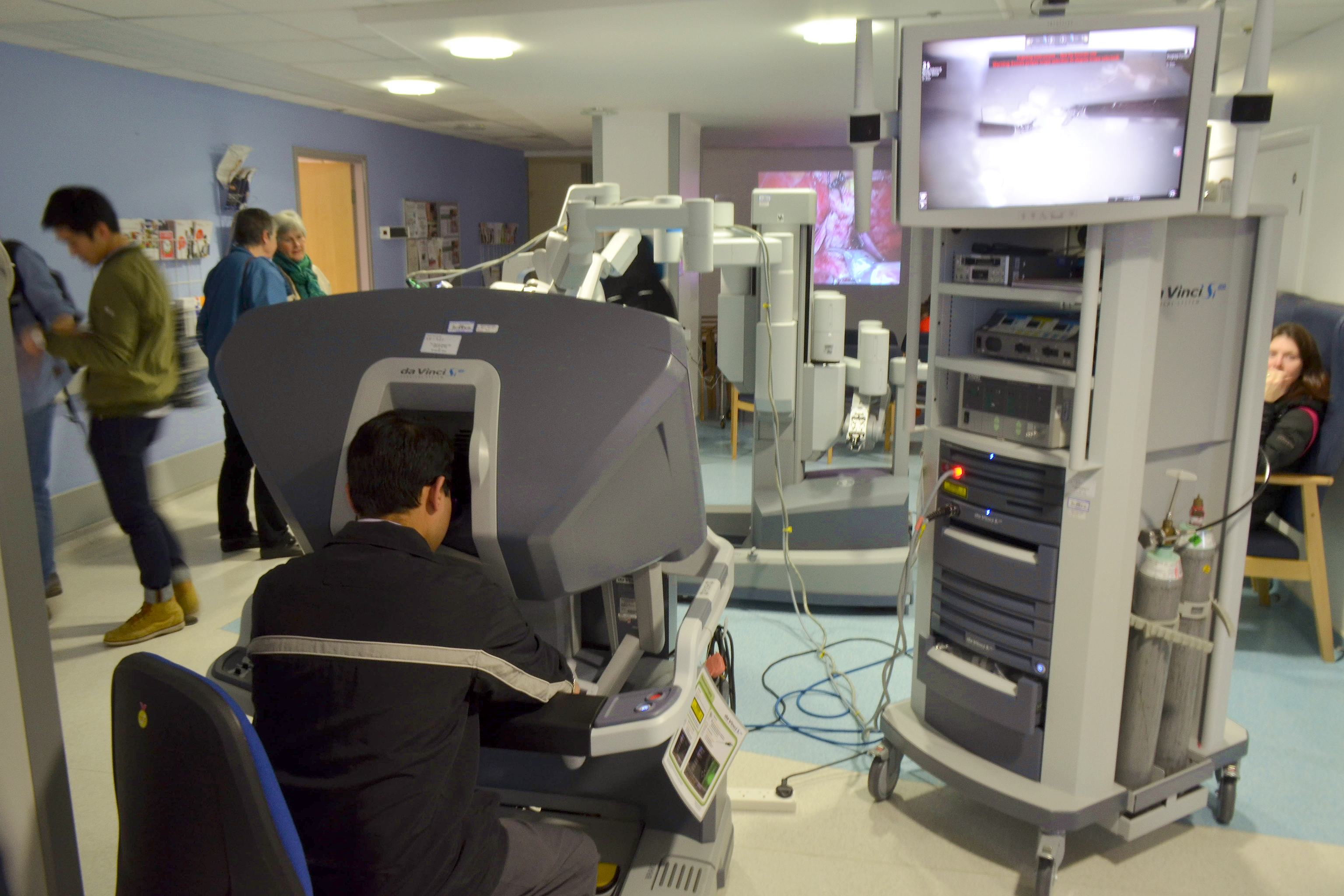
Хірургічний пульт у лікувальному центрі лікарні Addenbrooke

Система "da Vinci" складається з консолі хірурга, яка зазвичай знаходиться в тій самій кімнаті, що й пацієнт, і візка біля пацієнта з трьома-чотирма інтерактивними роботами (залежно від моделі), якими керують з консолі. Руки тримають предмети і можуть діяти як скальпелі, ножиці, бички або хватки. Остання рука керує 3D-камерами.  Хірург використовує елементи керування на консолі, щоб маневрувати роботизованими руками візка збоку від пацієнта. Для роботи системи завжди потрібна людина-оператор.

## Дозвіл FDA
У 2000 році Управління з контролю за якістю харчових продуктів і медикаментів (FDA) схвалило хірургічну систему "da Vinci" для використання дорослими та дітьми в урологічних хірургічних процедурах, загальних лапароскопічних хірургічних процедурах, гінекологічних лапароскопічних хірургічних процедурах, загальних несерцево-судинних торакоскопічних хірургічних процедурах і процедурах торакоскопічної кардіотомії.

## Критика
У той час як використання роботизованої хірургії стало частиною реклами медичних послуг, недостатньо досліджень, які вказують на те, що довгострокові результати перевершують результати після лапароскопічної хірургії .  Критики роботизованої хірургії стверджують, що користувачам важко навчитися.  Система "da Vinci" використовує пропрієтарне програмне забезпечення, яке не може бути змінено лікарями, що обмежує свободу модифікації операційної системи. Вартість системи становить 2 мільйони доларів, що робить її недоступною для багатьох установ. 
Виробник системи, Intuitive Surgical, був підданий критиці за обрання скороченої процедури схвалення від FDA за допомогою процесу, відомого як "сповіщення перед ринком", замість виходу на ринок через процес 510(k). Компанію також звинувачують у неналежному навчанні та заохоченні постачальників медичних послуг зменшити кількість контрольованих процедур, необхідних перед тим, як лікарю буде дозволено використовувати систему без нагляду.
Також надходили заяви про травми пацієнтів, спричинені блукаючими електричними струмами, що виділяються з невідповідних частин хірургічних наконечників, які використовуються системою. Intuitive Surgical суперечить цьому аргументу, кажучи, що той самий тип блукаючих струмів може виникати під час нероботизованих лапароскопічних процедур.  Дослідження, опубліковане в Журналі Американської медичної асоціації, показало, що побічні ефекти та крововтрата під час роботизованої гістеректомії не кращі, ніж ті, що виконуються традиційною хірургією, незважаючи на значно вищу вартість системи.   Станом на 2013 рік FDA розслідувало проблеми з роботом да Вінчі, включаючи випадки смерті під час операцій з використанням цього пристрою; також тривала низка пов’язаних судових процесів. 

## Застосування в Україні
- В Україні роботизовану систему використовує лише декілька медичних закладів приватного та державного (комунального) сектору. До прикладу: Medical Plaza (IRIMI - GROUP) (Дніпро)[15] та комунальна лікарня Святого Пантелеймона Першого територіального медоб’єднання Львова (Львів).[16]